# Kasteel Borghoven
Het Kasteel Borghoven of kasteel Burghoven is een kasteel in Piringen in de Belgische gemeente Tongeren in de provincie Limburg. Het kasteel is gelegen aan de Tomstraat.
Het kasteel is een kasteelhoeve en bestaat uit het rechthoekig hoofdgebouw waarachter de U-vormige kasteelhoeve zich bevindt. Het kasteel wordt omgeven door een park in landschapsstijl en is bereikbaar via een poortgebouw in baksteen.

## Gebouwen
Het hoofdgebouw werd opgetrokken in het midden van de 19e eeuw. Het betreft een dubbelhuis van zes traveeën breed en telde oorspronkelijk twee bouwlagen opgetrokken in baksteen. In de tweede helft van de 19e eeuw werd de voorgevel verhoogd door de toevoeging van een halve bouwlaag. De voorgevel aan de oostelijke zijde van het kasteel wordt beëindigd door een over de hele breedte doorgaande kroonlijst en is voorzien van rechthoekige vensters met lateien en raamdorpels in blauwe hardsteen. In dezelfde periode werd de toegangsdeur vergroot tot de breedte van twee traveeën en werd een glazen luifel aangebracht. Het geheel wordt bedekt door een zadeldak en is belegd met Vlaamse pannen.
Aan het eind van de 19e eeuw en het begin van de 20e eeuw werd aan de zuidelijke zijde een nieuw woonhuis gebouwd met een breedte van twee traveeën en bestaande uit twee bouwlagen. Deze uitbreiding wordt bedekt door een mansardedak. In de zuidoostelijke hoek werd een hoektoren gebouwd bestaande uit tweeënhalve bouwlagen bedekt door een tentdak belegd met pannen uit leisteen.
De hoeve bevindt zich ten noordwesten van het kasteel en bestaat uit drie vleugels die gebouwd zijn rondom een rechthoekig erf. De bijgebouwen worden allen bedekt door zadeldaken belegd met Vlaamse pannen.

## Geschiedenis en bewoners
Het kasteel werd in het midden van de 19e eeuw gebouwd door baron de Roosen. Na diens overlijden kwam het kasteel in het bezit van een telg van de familie Hoegaerts. In 2011 bracht Alfredo De Gregorio, architect van het Gallo-Romeins Museum, zijn architectenbureau onder in het kasteel.